# Abbas Mirza
Abbas Mirza, född 20 augusti 1789, död 25 oktober 1833, var en persisk tronföljare, son till shah Fath-Ali. Han blev som helt ung ståthållare i Tabriz samt är bekant för sitt försök att i Persien införa reformer efter europeiskt mönster och för sin tapperhet såsom härens befälhavare i ryska krig 1811–13 och 1826–28, även om dessa utföll olyckligt för Persien.